# Emanuele Severino
Pour les articles homonymes, voir Severino.
Emanuele Severino, né le 26 février 1929 à Brescia et mort dans la même ville le 17 janvier 2020
est un philosophe italien.

## Biographie
Né à Brescia en 1929, Emanuele Severino en 1950, Emanuele Severino termine ses études en philosophie à l'université de Pavie avec Gustavo Bontadini, avec une thèse portant le titre de Heidegger e la metafisica (Heidegger et la métaphysique).
Il reçoit la libera docenza en 1951 en philosophie théorétique. Il enseigne brièvement à l'université catholique du Sacré-Cœur de Milan et devient professeur ordinaire de philosophie morale dans la même université en 1962.
Il passe à l'université « Ca' Foscari » de Venise en 1970, où il enseigne la philosophie théorétique. Il en est aussi le directeur du département de philosophie et théorie des sciences jusqu'en 1990.
En 2005, l'Université Ca' Foscari le nomme professeur émérite. il enseigne l'ontologie à la Faculté de philosophie de l'Université Vie-Santé Saint-Raphaël de Milan. Académicien des Lyncéens et Cavaliere di gran croce , il a collaboré pendant plusieurs décennies avec le Corriere della Sera.
Emanuele Severino est mort à Brescia le 17 janvier 2020 des suites d'une « longue maladie ». Peu connu en France, il était considéré en Italie comme l’un des plus grands philosophes contemporains.

## Distinctions
- Chevalier grand-croix de l'ordre du Mérite de la République italienne (1er juin 2011)[3]
- Membre de l'Académie des Lyncéens

## Œuvres
- 1950 : Note sul problematicismo italiano, Brescia ;
- 1957 : La struttura originaria, Milano, 1981 ;
- 1962 : Studi di filosofia della prassi, Milano, 1984 ;
- 1972 : Essenza del nichilismo, Milano ;
- 1978 : Gli abitatori del tempo, Roma ;
- 1979 : Legge e caso, Milano ;
- 1979 : Techne. Le radici della violenza, Milano,
- 1980 : Destino della necessità, Milano
- 1983 : A Cesare e a Dio, Milano ;
- 1983 : La strada, Milano ;
- 1985 : La filosofia antica, Milano ;
- 1985 : La filosofia moderna, Milano ;
- 1985 : Il parricidio mancato, Milano ;
- 1988 : La filosofia contemporanea, Milano ;
- 1989 : Il giogo, Milano ;
- 1989 : La filosofia futura, Milano ;
- 1989 : Alle origini della ragione: Eschilo, Milano ;
- 1989 : Antologia filosofica, Milano ;
- 1990 : Il nulla e la poesia. Alla fine dell'età della tecnica Leopardi, Milano ;
- 1992 : La guerra, Milano ;
- 1992 : Oltre il linguaggio, Milano ;
- 1995 : Tautotes, Adelphi, Milano.